# Menipo de Gadara
Menipo, em grego clássico: Μένιππος, foi um cínico e escritor sarcástico e burlesco que existiu por volta da primeira metade do século III a.C. Seu nome inspirou a criação do gênero literário chamado de Sátira menipeia. Suas obras, que estão todas perdidas, seu estilo e escolha de assuntos influenciaram importantes escritores da antiguidade, os dois únicos escritores antigos que explicitamente ligam as suas obras à Menipo são Varro, que escreveu o que São Jerônimo rotula como Satirarum Menippearum Libros CL, e Luciano, que escreveu vários diálogos com Menipo sendo um personagem.

## Vida
Pouco se sabe sobre a vida de Menipo. Ele era natural de Gadara em Cele-Síria. As fontes antigas concordam que ele era um escravo. Ele estava a serviço de um cidadão de Ponto, mas, de alguma forma obteve sua liberdade e viveu em Tebas. Diógenes Laércio relata uma história duvidosa que ele acumulou uma fortuna como agiota, a perdeu e então se matou.

## Obras
Sua obras, todas perdidas, incluem: 
- Νέκυια – Necromancia
- Διαθῆκαι – Desejos
- Ἐπιστολαὶ κεκομψευμέναι ἀπὸ τῶν θεῶν προσώπου – Cartas Espirituosas Escritas como que pelos Deuses
- Πρὸς τοὺς φυσικοὺς καὶ μαθηματικοὺς καὶ γραμματικοὺς – Respostas aos filósofos naturais, matemáticos e gramáticos
- Γονὰς Ἐπικούρου – O nascimento de Epicuro
- Τὰς θρησκευομένας ὑπ' αὐτῶν εἰκάδας – A reverência da Escola do vigésimo dia (comemorado na escola epicurista)